# Colias diva
Colias diva is een vlindersoort uit de familie van de Pieridae (witjes), onderfamilie Coliadinae.
Colias diva werd in 1891 beschreven door Grum Grshimaïlo.